# Thorsten Lindqvist
Thorsten Ivan Lindqvist (ur. 2 grudnia 1925 w Säffle, zm. 3 listopada 2002 w Uppsali) – szwedzki pięcioboista nowoczesny. Srebrny medalista olimpijski z Helsinek.
Zawody w 1952 były jego jedynymi igrzyskami olimpijskimi. Indywidualnie zajął 9. miejsce, po medal sięgnął w drużynie. Tworzyli ją ponadto Lars Hall i Claes Egnell.